# Paramenyllus albolateralis
Paramenyllus albolateralis – gatunek chrząszcza z rodziny kózkowatych i podrodziny zgrzypikowych. Jedyny przedstawiciel rodzaju Paramenyllus.

## Zasięg występowania
Gatunek ten występuje w Papui Nowej Gwinei.